# Peter Chandler
Peter Chandler (Duxbury, 19 marzo 1953) è un ex calciatore statunitense, di ruolo attaccante e difensore.

## Caratteristiche tecniche
Nato come attaccante, all'inizio della sua carriera professionistica venne spostato in difesa.

## Carriera

### Club
Dopo essersi formato nella selezione calcistica dello Springfield College, istituto che lo inserirà nel proprio famedio sportivo nel 2023, viene ingaggiato nella stagione 1975 dalla neonata franchigia della NASL degli Hartford Bicentennials, con cui non riuscì ad accedere ai playoff per il titolo a causa del quinto ed ultimo nella propria divisione. Anche nelle due stagioni seguenti, compresa quella del 1977 nella quale la sua squadra aveva cambiato nome in "Connecticut Bicentennials", non riuscì mai a superare la fase a gironi del torneo.
Nel campionato 1978 passa ai T.B. Rowdies, ove fu impiegato in tre anni in solo quattro incontri ufficiali
Negli stessi anni di militanza nei Rowdies si dedicò all'indoor soccer, vincendo con i Rowdies la North American Soccer League Indoor 1979-1980.
Lasciato il calcio giocato diventa insegnante di educazione fisica, allenatore e direttore atletico per la Peak to Peak Charter School di Lafayette, Colorado.

### Nazionale
Nel 1975 ha difeso i colori della nazionale statunitense in 3 presenze ufficiali, voluto dal C.T. Manfred Schellscheidt, già suo allenatore negli Hartford Bicentennials. Nel 1976 fu incluso nel Team America, selezione che raccoglieva i migliori giocatori della North American Soccer League per disputare il Torneo del Bicentenario, che chiuse al quarto ed ultimo posto.

## Statistiche

### Cronologia presenze e reti in Nazionale
| Cronologia completa delle presenze e delle reti in nazionale ― Stati Uniti | Cronologia completa delle presenze e delle reti in nazionale ― Stati Uniti | Cronologia completa delle presenze e delle reti in nazionale ― Stati Uniti | Cronologia completa delle presenze e delle reti in nazionale ― Stati Uniti | Cronologia completa delle presenze e delle reti in nazionale ― Stati Uniti | Cronologia completa delle presenze e delle reti in nazionale ― Stati Uniti | Cronologia completa delle presenze e delle reti in nazionale ― Stati Uniti | Cronologia completa delle presenze e delle reti in nazionale ― Stati Uniti |
| Data                                                                       | Città                                                                      | In casa                                                                    | Risultato                                                                  | Ospiti                                                                     | Competizione                                                               | Reti                                                                       | Note                                                                       |
| -------------------------------------------------------------------------- | -------------------------------------------------------------------------- | -------------------------------------------------------------------------- | -------------------------------------------------------------------------- | -------------------------------------------------------------------------- | -------------------------------------------------------------------------- | -------------------------------------------------------------------------- | -------------------------------------------------------------------------- |
| 19-8-1975                                                                  | Città del Messico                                                          | Stati Uniti                                                                | 1 – 3                                                                      | Costa Rica                                                                 | Amichevole                                                                 | -                                                                          |                                                                            |
| 21-8-1975                                                                  | Città del Messico                                                          | Stati Uniti                                                                | 0 – 6                                                                      | Argentina                                                                  | Amichevole                                                                 | -                                                                          |                                                                            |
| 24-8-1975                                                                  | Città del Messico                                                          | Messico                                                                    | 2 – 0                                                                      | Stati Uniti                                                                | Amichevole                                                                 | -                                                                          |                                                                            |
| Totale                                                                     |                                                                            | Presenze                                                                   | 3                                                                          |                                                                            | Reti                                                                       | 0                                                                          |                                                                            |

## Palmarès

### Indoor soccer
- North American Soccer League Indoor: 1

Tampa Bay Rowdies: 1979-1980